# Gilberto Chateaubriand
Gilberto Francisco Renato Allard Chateaubriand Bandeira de Melo, ou simplesmente Gilberto Chateaubriand ComIH  •  OMC (Paris, 21 de maio de 1925 – Porto Ferreira, 14 de julho de 2022), foi um colecionador, diplomata e empresário brasileiro.

## Biografia
Gilberto era filho de Assis Chateaubriand, magnata da imprensa brasileira, dono dos Diários Associados e fundador do Museu de Arte de São Paulo (Masp).
Trabalhou como diplomata para o Ministério das Relações Exteriores do Brasil, o Itamaraty, na Europa, entre 1956 e 1959. Retornando ao Brasil Gilberto passou a interessar-se por colecionar arte com perseverança, para isso buscou apoio dos galeristas Giovana Bonino e Jean Boghici, do pintor Carlos Scliar e do colecionador e artista plástico Aloysio de Paula.
Gilberto possuía a maior coleção privada de arte brasileira; mantinha um acervo com mais de de oito mil obras de nomes importantes das artes plásticas, como Lasar Segall, Guignard, Candido Portinari, Iberê Camargo, Lygia Pape, Lygia Clark e Hélio Oiticica, por exemplo. Ao longo de sua vida formou uma prestigiada coleção, cujo foco principal é modernismo brasileiro e arte contemporânea, a partir dos anos 1960 e 1970.
A maior parte do acervo — 6 600 obras, foi cedida em comodato para o Museu de Arte Moderna do Rio de Janeiro a partir de 1993. A coleção tornou-se acessível permanentemente ao público e vem sendo mostrada com regularidade também em outras instituições do Brasil e do exterior.
Apresenta a sua coleção reúne uma ampla visão da produção artística nacional brasileira. Possuí ícones como o “Urutu” (1928), de Tarsila do Amaral (uma das quatro telas da artista), e telas como "O farol" e "A japonesa", de Anita Malfatti. Importantes artistas dos anos 1960 1970 também estão lá, como Rubens Gerchman, Carlos Vergara, Antonio Dias, Artur Barrio, António Manuel e Cildo Meireles. Também buscava impulsionar a carreira de nomes da nova geração.
A 28 de Fevereiro de 1961 foi feito Comendador da Ordem Militar de Cristo de Portugal.
Nos últimos anos Gilberto Chateaubriand passava a maior parte de seu tempo em sua fazenda que mantinha no interior de São Paulo, onde cultivava soja e cana, sempre na companhia dos cachorros, tornando sua frequência no seu apartamento no Rio de Janeiro, localizado no bairro no Leblon, cada vez mais raras. 

## Morte
Gilberto Chateaubriand morreu de causas naturais em 14 de julho de 2022, na fazenda Rio Corrente, em Porto Ferreira, a 220 quilômetros da capital do estado de São Paulo, e onde estão algumas peças de sua coleção. Foi enterrado no Cemitério de São João Batista, em Botafogo.